# Ungulilaimus filicaudatus
Ungulilaimus filicaudatus is een rondwormensoort uit de familie van de Comesomatidae. De wetenschappelijke naam van de soort is voor het eerst geldig gepubliceerd in 1958 door Allgén.